# Laraine Day

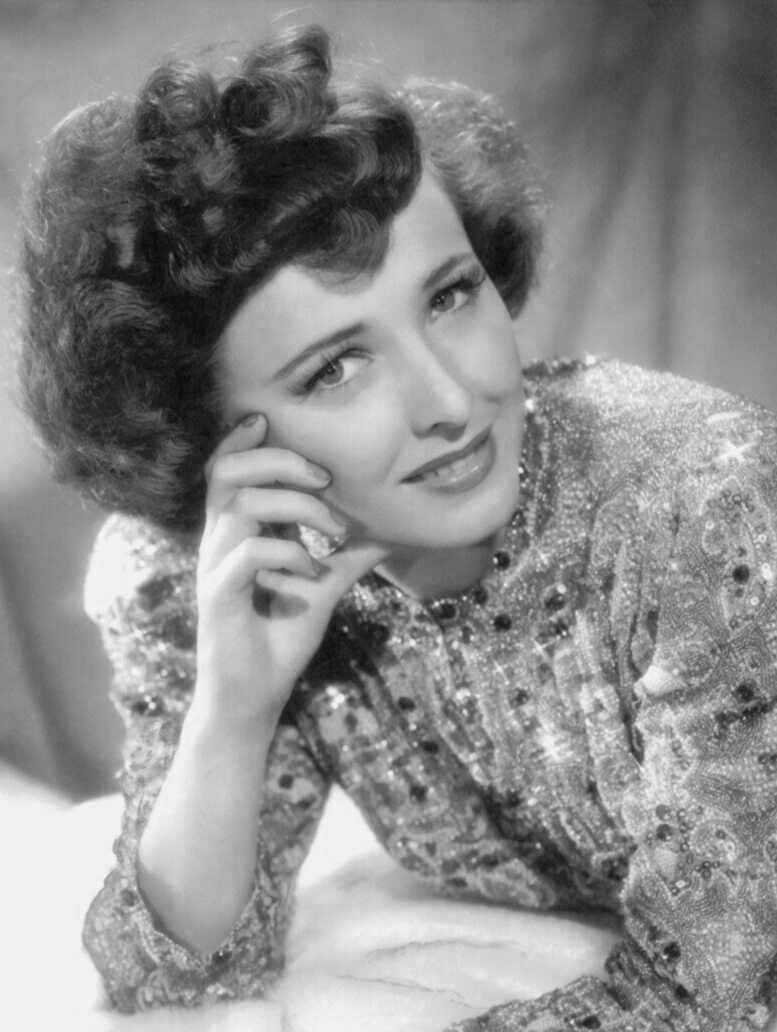
Laraine Day (1944)

Laraine Day (eigentlich La Raine Johnson; * 13. Oktober 1920 in Roosevelt, Utah; † 10. November 2007 in Ivins, Utah), war eine US-amerikanische Schauspielerin und Fernsehmoderatorin.

## Leben und Karriere
Laraine Day stammte aus einer prominenten Mormonenfamilie und hatte einen Zwillingsbruder. Nachdem ihre Familie nach Long Beach umgezogen war, begann Day mit der Schauspielerei. Ihre erste Station wurden die Long Beach Players. Im Jahr 1937 gab sie als Statistin im Filmdrama Stella Dallas von King Vidor ihr Leinwanddebüt. Bereits ein Jahr später wurden ihre Rollen, meist in Western mit George O’Brien, größer und 1939 begann sie, Hauptrollen bei MGM zu übernehmen. Zu ihren ersten bedeutenden Filmen gehörte Sergeant Madden von Regisseur Josef von Sternberg. Ihre bekannteste Rolle, die der Krankenschwester Mary Lamont, spielte sie ab 1939 in der Filmreihe Dr. Kildare; bis 1941 war sie in dieser Rolle an der Seite von Lew Ayres in sieben Filmen zu sehen. Danach verließ sie die Reihe, um eine größere, unabhängige Filmkarriere zu beginnen. Schon 1940 hatte sie eine bedeutende Rolle in Alfred Hitchcocks Der Auslandskorrespondent gehabt. Doch lief ihre Filmkarriere nicht wie gewünscht und – bis auf ein paar wenige Abstecher zum Film bis 1960 – endete ihre Leinwandkarriere nach 1949. Nach ihrer Trennung von der Doktor-Kildare-Reihe bekam sie keine Rollen in großen Filmen, sondern meist nur in Produktionen mit mittlerem Budget.
Im Jahr 1942 heiratete Day den Musiker Ray Hendricks, von dem sie sich 1947 trennte, um den früheren Baseball-Star und damaligen Trainer Leo Durocher zu heiraten. Das Paar blieb bis 1960 zusammen und hatte zwei Kinder. Day entwickelte eine besondere Vorliebe für Baseball und veröffentlichte sogar ein Buch zum Thema, sodass sie den Spitznamen „The First Lady of Baseball“ bekam. 1951 startete Day eine zweite Karriere beim Fernsehen, das zu dieser Zeit seinen Siegeszug in den USA begann. Ihre Sendung Daydreaming with Laraine war eine der ersten Talkshows im US-Fernsehen. Zudem trat sie bis Mitte der 1980er Jahre immer wieder mit Gastrollen in Fernsehserien auf, etwa in Lou Grant, Love Boat, Fantasy Island und Mord ist ihr Hobby. 1960 heiratete Day ein drittes Mal. Die Ehe, die bis zu ihrem Tod im Jahr 2007 hielt, brachte zwei weitere Kinder hervor.
Für ihre Leistungen wurde Day auf dem Hollywood Walk of Fame mit einem Stern geehrt. Bis zu ihrem Tod war sie ein aktives Mitglied ihrer Kirche. Politisch war sie bekennende Republikanerin, Mitglied der Motion Picture Alliance for the Preservation of American Ideals und Anhängerin von Ronald Reagan und Richard Nixon, den sie bei seiner Präsidentschaftskandidatur 1960 unterstützte. Ihr Grab befindet sich im Forest Lawn Memorial Park in Hollywood.

## Filmografie (Auswahl)
- 1937: Stella Dallas
- 1938: Scandal Street
- 1938: Border G-Man
- 1938: Painted Desert
- 1939: Arizona Legion
- 1939: Sergeant Madden
- 1939: Dr. Kildare: Unter Verdacht (Calling Dr. Kildare)
- 1939: Tarzan und sein Sohn (Tarzan Finds a Son!)
- 1939: Dr. Kildare: Das Geheimnis (The Secret of Dr. Kildare)
- 1940: I Take This Woman
- 1940: Die Irrwege des Oliver Essex (My Son, My Son!)
- 1940: And One Was Beautiful
- 1940: Dr. Kildare: Auf Messers Schneide (Dr. Kildare’s Strange Case)
- 1940: Der Auslandskorrespondent (Foreign Correspondent)
- 1940: Dr. Kildare: Die Heimkehr (Dr. Kildare Goes Home)
- 1940: Dr. Kildare: Verhängnisvolle Diagnose (Dr. Kildare’s Crisis)
- 1941: The Trial of Mary Dugan
- 1941: The Bad Man
- 1941: Dr. Kildare: Vor Gericht (The People vs. Dr. Kildare)
- 1941: Dr. Kildare: Der Hochzeitstag (Dr. Kildare’s Wedding Day)
- 1941: Tödlicher Pakt (Unholy Partners)
- 1941: Papa braucht eine Braut (Kathleen)
- 1942: A Yank on the Burma Road
- 1942: Schatten am Fenster (Fingers at the Window)
- 1942: Mister Gardenia Jones (Kurzfilm)
- 1942: Journey for Margaret
- 1943: Mr. Lucky
- 1944: Dr. Wassells Flucht aus Java (The Story of Dr. Wassell)
- 1944: Bride by Mistake
- 1945: Keep Your Powder Dry
- 1945: Those Endearing Young Charms
- 1946: The Locket
- 1947: Tycoon
- 1948: My Dear Secretary
- 1949: Without Honor
- 1949: The Woman on Pier 13
- 1954: Es wird immer wieder Tag (The High and the Mighty)
- 1955–1957: Ihr Star: Loretta Young (Letter to Loretta) (TV-Serie, drei Folgen)
- 1956: The Toy Tiger
- 1956: Three for Jamie Dawn
- 1957: Climax! (TV-Serie, eine Folge)
- 1960: Ein Toter ruft an (The Third Voice)
- 1961: Checkmate (TV-Serie, eine Folge)
- 1962: Unter heißem Himmel (Follow the Sun) (TV-Serie, eine Folge)
- 1962: Schauplatz Los Angeles (The New Breed) (TV-Serie, eine Folge)
- 1963: Alfred Hitchcock zeigt (The Alfred Hitchcock Hour) (TV-Serie, eine Folge)
- 1963: Amos Burke (Burke’s Law) (TV-Serie, eine Folge)
- 1969: FBI (The F.B.I.) (TV-Serie, eine Folge)
- 1973: Medical Center (TV-Serie, eine Folge)
- 1975: Murder on Flight 502 (TV-Film)
- 1978: Love Boat (The Love Boat) (TV-Serie, zwei Folgen)
- 1978/1979: Fantasy Island (TV-Serie, zwei Folgen)
- 1979: Lou Grant (TV-Serie, eine Folge)
- 1985: Airwolf (TV-Serie, eine Folge)
- 1985: Hotel (TV-Serie, eine Folge)
- 1986: Mord ist ihr Hobby (Murder, She Wrote) (TV-Serie, zwei Folgen)

## Schriften
- Laraine Day: Day With the Giants. Doubleday, New York 1952.